# Người yêu tôi là ai?
Người yêu tôi là ai? (tiếng Hàn: 뷰티 인사이드; Romaja: Byuti Insaideu; lit. "Beauty Inside") làm một bộ phim hài lãng mạn Hàn Quốc được phát hành năm 2015 dựa trên bộ phim mạng xã hội Mỹ năm 2012 The Beauty Inside, nói về một người đàn ông mỗi khi thức dậy sẽ ở trong một cơ thể khác nhau. Đây là bộ phim đầu tay của Baik, sau hàng loạt phim quảng cáo.

## Nội dung
Nhà thiết kế nội thất Woo-jin mỗi ngày khi thức dậy sẽ trong một cơ thể khác nhau, bất kể tuổi tác, giới tính hay quốc tịch. Khi thì là đàn ông, khi là phụ nữ, già, trẻ hoặc thậm chí là người nước ngoài. Do đó, anh luôn cô đơn và buộc phải sống khép kín trong cuộc đời kì lạ của bản thân.
Tuy nhiên, cuộc sống của Woo-jin dần có hi vọng khi anh gặp được cô gái hiền lành Yi-soo, người biết được bí mật của anh, tò mò và dần cảm thông với anh. Từ đây, chuyện tình đầy khác biệt của họ bắt đầu.

## Diễn viên
- Han Hyo-joo vai Yi-soo[12][13]
- Kim Dae-myung vai Woo-jin
- Do Ji-han vai Woo-jin
- Bae Sung-woo vai Woo-jin
- Chun Young-woon vai Woo-jin
- Park Shin-hye vai Woo-jin
- Lee Beom-soo vai Woo-jin
- Park Seo-joon vai Woo-jin
- Kim Sang-ho vai Woo-jin
- Chun Woo-hee vai Woo-jin
- Juri Ueno vai Woo-jin
- Lee Jae-joon vai Woo-jin
- Kim Min-jae vai Woo-jin
- Lee Hyun-woo vai Woo-jin
- Jo Dal-hwan vai Woo-jin
- Lee Jin-wook vai Woo-jin
- Hong Da-mi vai Woo-jin
- Seo Kang-joon vai Woo-jin
- Kim Hee-won vai Woo-jin
- Lee Dong-wook vai Woo-jin
- Go Ah-sung vai Woo-jin
- Kim Joo-hyuk vai Woo-jin
- Yoo Yeon-seok vai Woo-jin
- Lee Dong-hwi vai Sang-baek
- Moon Sook vai Mẹ Woo-jin
- Lee Geung-young vai Bố Woo-jin
- Lee Mi-do vai Hong Eun-soo
- Lee Seung-chan vai Woo-jin
- Kwon Gi-ha vai Woo-jin
- Choi Yong-min vai Bố Yi-soo
- Shin Dong-mi vai Trưởng bộ phận
- Kim Si-eun vai Mẹ Woo-jin quá khứ
- Kim Rok-kyeong vai Woo-jin 52
- Kim Gwang-seop vai Woo-jin 86
- Park Keun-rok vai Woo-jin 44
- Yoon-hwan vai Woo-jin 19
- Kim Yeon-hee vai Woo-jin 39
- Son Seong-chan vai Woo-jin 77
- Park Min-soo vai Woo-jin 80

## Phát hành quốc tế
Người yêu tôi là ai? được bán trước khi phát hành chính thức tại Thị trường phim Cannes tới 11 quốc gia châu Á bao gồm Nhật Bản, Hong Kong, Macau, Đài Loan, Singapore, Malaysia, Indonesia, Brunei và Philippines.

## Giải thưởng và đề cử
| Năm  | Giải                                           | Hạng mục                   | Đề cử                         | Kết quả   |
| ---- | ---------------------------------------------- | -------------------------- | ----------------------------- | --------- |
| 2015 | Giải Chuông lớn lần thứ 52                     | Nữ diễn viên xuất sắc nhất | Han Hyo-joo                   | Đề cử     |
| 2015 | Giải Chuông lớn lần thứ 52                     | Đạo diễn mới xuất sắc nhất | Baik                          | Đoạt giải |
| 2015 | Giải Chuông lớn lần thứ 52                     | Biên kịch xuất sắc nhất    | Kim Seon-jeong, Park Jeong-ye | Đề cử     |
| 2015 | Giải thưởng phim điện ảnh Rồng Xanh lần thứ 36 | Nữ diễn viên xuất sắc nhất | Han Hyo-joo                   | Đề cử     |
| 2015 | Giải thưởng phim điện ảnh Rồng Xanh lần thứ 36 | Quay phim xuất sắc nhất    | Kim Tae-gyeong                | Đề cử     |
| 2015 | Giải thưởng phim điện ảnh Rồng Xanh lần thứ 36 | Biên tập xuất sắc nhất     | Yang Jin-mo                   | Đoạt giải |
| 2015 | Giải thưởng phim điện ảnh Rồng Xanh lần thứ 36 | Ánh sáng xuất sắc nhất     | Hong Seung-cheol              | Đề cử     |
| 2015 | Giải thưởng phim điện ảnh Rồng Xanh lần thứ 36 | Âm nhạc xuất sắc nhất      | Jo Yeong-wook                 | Đề cử     |